# Lijst van onroerend erfgoed in Brugge/Sint-Michiels
Dit is een overzicht van het onroerend erfgoed in Sint-Michiels, een deelgemeente van Brugge. Het onroerend erfgoed maakt onderdeel uit van het cultureel erfgoed in België.

## Bouwkundig erfgoed
| Object                                                            | Erfgoedstatus?                   | Bouwjaar of architect                      | Deelgemeente  | Adres                                    | Coördinaten                   | Nummer? | Afbeelding                                                        |
| ----------------------------------------------------------------- | -------------------------------- | ------------------------------------------ | ------------- | ---------------------------------------- | ----------------------------- | ------- | ----------------------------------------------------------------- |
| Hoeve Aandekooi                                                   |                                  |                                            | Sint-Michiels | Aandenkooi 1                             | 51° 10' 5" NB, 3° 11' 12" OL  | 77746   | Hoeve Aandekooi                                                   |
| Landhuis van 1879                                                 |                                  |                                            | Sint-Michiels | Abdijbekestraat 83                       | 51° 11' 45" NB, 3° 12' 18" OL | 77747   | Landhuis van 1879                                                 |
| Boerenarbeiderswoningen                                           |                                  |                                            | Sint-Michiels | Abdijbekestraat 85-89                    | 51° 11' 39" NB, 3° 12' 17" OL | 77748   | Boerenarbeiderswoningen                                           |
| Boudewijn Seapark                                                 |                                  |                                            | Sint-Michiels | Alfons De Baeckestraat 12                | 51° 10' 51" NB, 3° 12' 54" OL | 77749   | Boudewijn Seapark                                                 |
| Vakantiewoning Wolvenhoek                                         | Monument                         | Huib Hoste                                 | Sint-Michiels | Alfons De Baeckestraat 39                | 51° 11' 1" NB, 3° 12' 50" OL  | 77750   | Vakantiewoning Wolvenhoek                                         |
| Hoeve 't Mussennest                                               |                                  |                                            | Sint-Michiels | Barrièrestraat                           | 51° 11' 44" NB, 3° 12' 47" OL | 77751   | Hoeve 't Mussennest                                               |
| Juvenaat van Sint-Tarsicius                                       |                                  |                                            | Sint-Michiels | Barrièrestraat 4                         | 51° 11' 41" NB, 3° 12' 24" OL | 77752   | Juvenaat van Sint-Tarsicius                                       |
| Kasteel La Renaissance                                            |                                  |                                            | Sint-Michiels | Barrièrestraat 13                        | 51° 11' 41" NB, 3° 12' 40" OL | 77753   | Kasteel La Renaissance                                            |
| Burgerhuis                                                        |                                  |                                            | Sint-Michiels | Barrièrestraat 46                        | 51° 11' 37" NB, 3° 12' 17" OL | 77754   | Burgerhuis                                                        |
| Burgerhuis                                                        |                                  |                                            | Sint-Michiels | Barrièrestraat 48                        | 51° 11' 37" NB, 3° 12' 17" OL | 77755   | Burgerhuis                                                        |
| Kunstenaarswoning van Joe English                                 |                                  | Huib Hoste                                 | Sint-Michiels | Canadastraat 3                           | 51° 11' 34" NB, 3° 12' 43" OL | 77756   | Kunstenaarswoning van Joe English                                 |
| Koppelvilla                                                       |                                  |                                            | Sint-Michiels | Canadastraat 4-6                         | 51° 11' 36" NB, 3° 12' 45" OL | 77757   | Koppelvilla                                                       |
| Architectenwoning Het Lindenhof                                   | Monument                         | Huib Hoste                                 | Sint-Michiels | Canadastraat 5                           | 51° 11' 35" NB, 3° 12' 43" OL | 77758   | Architectenwoning Het Lindenhof                                   |
| Gekoppelde villa                                                  |                                  |                                            | Sint-Michiels | Canadastraat 8-10                        | 51° 11' 36" NB, 3° 12' 44" OL | 77759   | Gekoppelde villa                                                  |
| Villa Eikeland                                                    |                                  |                                            | Sint-Michiels | Canadastraat 12                          | 51° 11' 36" NB, 3° 12' 43" OL | 77760   | Villa Eikeland                                                    |
| Samenstel van villa's                                             |                                  |                                            | Sint-Michiels | Canadastraat 14-16                       | 51° 11' 35" NB, 3° 12' 41" OL | 77761   | Samenstel van villa's                                             |
| Gekoppelde burgerhuizen                                           |                                  |                                            | Sint-Michiels | Casenbrootlaan 2-4                       | 51° 11' 6" NB, 3° 13' 21" OL  | 77762   | Gekoppelde burgerhuizen                                           |
| Woning J. Vercammen                                               |                                  |                                            | Sint-Michiels | Domeindreef 10                           | 51° 10' 51" NB, 3° 11' 47" OL | 77763   | Woning J. Vercammen                                               |
| Gemeentelijke begraafplaats                                       |                                  |                                            | Sint-Michiels | Dorpsstraat                              | 51° 11' 18" NB, 3° 12' 56" OL | 77764   | Gemeentelijke begraafplaats                                       |
| Graf van Suzanna Casteleyn                                        | Monument                         | Huib Hoste                                 | Sint-Michiels | Dorpsstraat                              | 51° 11' 16" NB, 3° 12' 56" OL | 77765   | Graf van Suzanna Casteleyn                                        |
| Grafmonument van de familie Le Bailly de Tilleghem                |                                  |                                            | Sint-Michiels | Dorpsstraat                              | 51° 11' 15" NB, 3° 12' 55" OL | 77766   | Grafmonument van de familie Le Bailly de Tilleghem                |
| Interbellumwoning                                                 |                                  |                                            | Sint-Michiels | Dorpsstraat 16                           | 51° 11' 16" NB, 3° 12' 50" OL | 77767   | Interbellumwoning                                                 |
| Stadswoning                                                       |                                  |                                            | Sint-Michiels | Dorpsstraat 70                           | 51° 11' 13" NB, 3° 13' 9" OL  | 77768   | Stadswoning                                                       |
| Stadswoningen in spiegelbeeld                                     |                                  |                                            | Sint-Michiels | Dorpsstraat 76-78                        | 51° 11' 13" NB, 3° 13' 10" OL | 77769   | Stadswoningen in spiegelbeeld                                     |
| Villa en observatorium                                            |                                  |                                            | Sint-Michiels | Emile Bethuynelaan 6                     | 51° 9' 55" NB, 3° 11' 22" OL  | 77770   | Villa en observatorium                                            |
| Emmaüshoeve                                                       |                                  |                                            | Sint-Michiels | Groene-Poortdreef 17, 17A                | 51° 11' 25" NB, 3° 12' 58" OL | 77771   | Emmaüshoeve                                                       |
| Vrijstaande stadswoning                                           |                                  |                                            | Sint-Michiels | Heidelbergstraat 18                      | 51° 10' 37" NB, 3° 13' 37" OL | 77772   | Vrijstaande stadswoning                                           |
| Stadswoning                                                       |                                  |                                            | Sint-Michiels | Heidelbergstraat 19                      | 51° 10' 36" NB, 3° 13' 41" OL | 77773   | Stadswoning                                                       |
| Stadswoning                                                       |                                  |                                            | Sint-Michiels | Heidelbergstraat 25                      | 51° 10' 36" NB, 3° 13' 40" OL | 77774   | Stadswoning                                                       |
| Gekoppelde stadswoningen                                          |                                  |                                            | Sint-Michiels | Heidelbergstraat 47-49                   | 51° 10' 31" NB, 3° 13' 34" OL | 77775   | Gekoppelde stadswoningen                                          |
| Vrijstaand burgerhuis                                             |                                  |                                            | Sint-Michiels | Heidelbergstraat 76                      | 51° 10' 31" NB, 3° 13' 26" OL | 77776   | Vrijstaand burgerhuis                                             |
| Kasteel Leyselebeke                                               | Monument: landhuis               |                                            | Sint-Michiels | Heidelbergstraat 78-80                   | 51° 10' 35" NB, 3° 13' 16" OL | 77777   | Kasteel Leyselebeke                                               |
| Hoeve Stockveldt                                                  | Monument                         |                                            | Sint-Michiels | Heidelbergstraat 165                     | 51° 10' 13" NB, 3° 12' 58" OL | 77778   | Hoeve Stockveldt                                                  |
| Dorpswoning                                                       |                                  |                                            | Sint-Michiels | Heidelbergstraat 264                     | 51° 9' 52" NB, 3° 12' 25" OL  | 77779   | Dorpswoning                                                       |
| Seinwachterswoning                                                |                                  |                                            | Sint-Michiels | Heidelbergstraat 278                     | 51° 9' 48" NB, 3° 12' 19" OL  | 77780   | Seinwachterswoning                                                |
| Hoeve Oosthille                                                   |                                  |                                            | Sint-Michiels | Heidelbergstraat 227                     | 51° 9' 57" NB, 3° 12' 35" OL  | 77781   | Hoeve Oosthille                                                   |
| Kleine hoeve                                                      |                                  |                                            | Sint-Michiels | Heidelbergstraat 229                     | 51° 9' 53" NB, 3° 12' 38" OL  | 77782   | Kleine hoeve                                                      |
| Hoeve de Drie Linden                                              | Monument                         |                                            | Sint-Michiels | Jagersstraat 56                          | 51° 10' 47" NB, 3° 12' 23" OL | 77783   | Hoeve de Drie Linden                                              |
| Dorpswoning                                                       |                                  |                                            | Sint-Michiels | Joseph Wautersstraat 57                  | 51° 11' 33" NB, 3° 11' 59" OL | 77784   | Dorpswoning                                                       |
| Burgerhuis gedateerd 1951                                         |                                  |                                            | Sint-Michiels | Ketsbruggestraat 1                       | 51° 11' 54" NB, 3° 13' 14" OL | 77785   | Burgerhuis gedateerd 1951                                         |
| Psychiatrisch Instituut Onze-Lieve-Vrouw                          | Monument                         | Jules Coomans                              | Sint-Michiels | Koning Albert I-laan 8                   | 51° 11' 49" NB, 3° 12' 40" OL | 77786   | Psychiatrisch Instituut Onze-Lieve-Vrouw                          |
| Kasteel Les Boulleaux                                             |                                  |                                            | Sint-Michiels | Koning Albert I-laan 188                 | 51° 10' 55" NB, 3° 12' 12" OL | 77788   | Kasteel Les Boulleaux                                             |
| Immaculata-instituut                                              |                                  |                                            | Sint-Michiels | Koningin Astridlaan 4                    | 51° 11' 21" NB, 3° 12' 33" OL | 77789   | Immaculata-instituut                                              |
| Dorpswoning                                                       |                                  |                                            | Sint-Michiels | Koningin Astridlaan 56                   | 51° 11' 20" NB, 3° 12' 18" OL | 77790   | Dorpswoning                                                       |
| Veemarkt op de hoek van de Graaf Pierre de Brieylaan              |                                  |                                            | Sint-Michiels | Koningin Astridlaan 101                  | 51° 11' 14" NB, 3° 11' 44" OL | 77791   | Veemarkt op de hoek van de Graaf Pierre de Brieylaan              |
| Burgerhuis                                                        |                                  |                                            | Sint-Michiels | Koningin Astridlaan 174                  | 51° 11' 19" NB, 3° 11' 54" OL | 77792   | Burgerhuis                                                        |
| Tweegezinswoning                                                  |                                  |                                            | Sint-Michiels | Koningin Astridlaan 234-236              | 51° 11' 19" NB, 3° 11' 45" OL | 77793   | Tweegezinswoning                                                  |
| Stadswoning                                                       |                                  |                                            | Sint-Michiels | Koningin Astridlaan 244                  | 51° 11' 19" NB, 3° 11' 44" OL | 77794   | Stadswoning                                                       |
| Herenhuis                                                         |                                  |                                            | Sint-Michiels | Kortrijkstraat 8                         | 51° 10' 44" NB, 3° 14' 0" OL  | 77795   | Herenhuis                                                         |
| Interbellumwoning                                                 |                                  |                                            | Sint-Michiels | Leiselestraat 24                         | 51° 11' 13" NB, 3° 13' 0" OL  | 77796   | Interbellumwoning                                                 |
| Stadswoning                                                       |                                  |                                            | Sint-Michiels | Leiselestraat 27                         | 51° 11' 12" NB, 3° 13' 9" OL  | 77797   | Stadswoning                                                       |
| Stadswoning                                                       |                                  |                                            | Sint-Michiels | Leiselestraat 30                         | 51° 11' 13" NB, 3° 13' 1" OL  | 77798   | Stadswoning                                                       |
| Villa                                                             |                                  |                                            | Sint-Michiels | Leiselestraat 52                         | 51° 11' 11" NB, 3° 13' 5" OL  | 77799   | Villa                                                             |
| Samenstel van burgerhuizen                                        |                                  |                                            | Sint-Michiels | Leiselestraat 56-58                      | 51° 11' 11" NB, 3° 13' 7" OL  | 77800   | Samenstel van burgerhuizen                                        |
| Villa De Groote-Tanghe                                            |                                  |                                            | Sint-Michiels | Notelarendreef 20                        | 51° 11' 25" NB, 3° 12' 23" OL | 77801   | Villa De Groote-Tanghe                                            |
| Stadswoning                                                       |                                  |                                            | Sint-Michiels | Oudekerkstraat 25                        | 51° 11' 25" NB, 3° 12' 35" OL | 77802   | Stadswoning                                                       |
| Villa Canteclaer                                                  |                                  |                                            | Sint-Michiels | Oudekerkstraat 32                        | 51° 11' 27" NB, 3° 12' 33" OL | 77803   | Villa Canteclaer                                                  |
| Tweegezinswoning                                                  |                                  |                                            | Sint-Michiels | Oudekerkstraat 42-44                     | 51° 11' 28" NB, 3° 12' 29" OL | 77804   | Tweegezinswoning                                                  |
| Tweegezinswoning                                                  |                                  |                                            | Sint-Michiels | Oudekerkstraat 53-55                     | 51° 11' 27" NB, 3° 12' 26" OL | 77805   | Tweegezinswoning                                                  |
| Hoeve                                                             |                                  |                                            | Sint-Michiels | Heidelbergstraat 93                      | 51° 10' 26" NB, 3° 13' 26" OL | 77806   | Hoeve                                                             |
| Parochiekerk Sint-Michiels                                        |                                  |                                            | Sint-Michiels | Rijselstraat                             | 51° 11' 18" NB, 3° 12' 43" OL | 77807   | Parochiekerk Sint-Michiels                                        |
| Gebouwencomplex met kantoren en telefooncentrale                  |                                  |                                            | Sint-Michiels | Rijselstraat 1                           | 51° 11' 40" NB, 3° 12' 59" OL | 77808   | Gebouwencomplex met kantoren en telefooncentrale                  |
| Koninklijk Technisch Atheneum en villa                            |                                  |                                            | Sint-Michiels | Rijselstraat 7                           | 51° 11' 32" NB, 3° 12' 46" OL | 77809   | Koninklijk Technisch Atheneum en villa                            |
| Burgerhuis                                                        |                                  |                                            | Sint-Michiels | Rijselstraat 30                          | 51° 11' 27" NB, 3° 12' 43" OL | 77810   | Burgerhuis                                                        |
| Burgerhuis                                                        |                                  |                                            | Sint-Michiels | Rijselstraat 29                          | 51° 11' 24" NB, 3° 12' 44" OL | 77811   | Burgerhuis                                                        |
| Gekoppelde dorpswoningen                                          |                                  |                                            | Sint-Michiels | Rijselstraat 35                          | 51° 11' 23" NB, 3° 12' 44" OL | 77812   | Gekoppelde dorpswoningen                                          |
| Dorpswoning                                                       |                                  |                                            | Sint-Michiels | Rijselstraat 41                          | 51° 11' 22" NB, 3° 12' 43" OL | 77813   | Dorpswoning                                                       |
| Onderpastorie van de Sint-Michielsparochie                        |                                  |                                            | Sint-Michiels | Rijselstraat 47A-B                       | 51° 11' 21" NB, 3° 12' 43" OL | 77814   | Onderpastorie van de Sint-Michielsparochie                        |
| Winkel-woonhuis                                                   |                                  |                                            | Sint-Michiels | Rijselstraat 55                          | 51° 11' 20" NB, 3° 12' 43" OL | 77815   | Winkel-woonhuis                                                   |
| Gemeentehuis van Sint-Michiels                                    |                                  |                                            | Sint-Michiels | Rijselstraat 66                          | 51° 11' 23" NB, 3° 12' 42" OL | 77816   | Gemeentehuis van Sint-Michiels                                    |
| Gemeenteschool met directeurswoning                               | Monument                         | Huib Hoste                                 | Sint-Michiels | Rijselstraat 71                          | 51° 11' 16" NB, 3° 12' 41" OL | 77817   | Gemeenteschool met directeurswoning                               |
| Burgerhuis                                                        |                                  | Huib Hoste                                 | Sint-Michiels | Rijselstraat 75                          | 51° 11' 15" NB, 3° 12' 41" OL | 77818   | Burgerhuis                                                        |
| Stadswoning                                                       |                                  |                                            | Sint-Michiels | Rijselstraat 81                          | 51° 11' 15" NB, 3° 12' 42" OL | 77819   | Stadswoning                                                       |
| Stadswoning                                                       |                                  |                                            | Sint-Michiels | Rijselstraat 86                          | 51° 11' 21" NB, 3° 12' 40" OL | 77820   | Stadswoning                                                       |
| Kasteel Bloemenoord                                               | Monument                         |                                            | Sint-Michiels | Rijselstraat 98                          | 51° 11' 17" NB, 3° 12' 39" OL | 77821   | Kasteel Bloemenoord                                               |
| Burgerhuis                                                        |                                  |                                            | Sint-Michiels | Rijselstraat 131                         | 51° 11' 7" NB, 3° 12' 37" OL  | 77822   | Burgerhuis                                                        |
| Boerenarbeiderswoning                                             |                                  |                                            | Sint-Michiels | Rijselstraat 150                         | 51° 11' 10" NB, 3° 12' 36" OL | 77824   | Boerenarbeiderswoning                                             |
| Burgerhuis                                                        |                                  |                                            | Sint-Michiels | Rijselstraat 188                         | 51° 11' 4" NB, 3° 12' 34" OL  | 77825   | Burgerhuis                                                        |
| Kasteelsite De Rode Poort                                         |                                  |                                            | Sint-Michiels | Rijselstraat 231                         | 51° 10' 42" NB, 3° 12' 36" OL | 77826   | Kasteelsite De Rode Poort                                         |
| Jachtopzienerswoning bij kasteel De Rode Poort                    | Monument                         |                                            | Sint-Michiels | Rijselstraat 233                         | 51° 10' 40" NB, 3° 12' 32" OL | 77827   | Jachtopzienerswoning bij kasteel De Rode Poort                    |
| Klokhofstede                                                      |                                  |                                            | Sint-Michiels | Rijselstraat 247                         | 51° 10' 16" NB, 3° 12' 53" OL | 77828   | Klokhofstede                                                      |
| Watertoren van het type D2                                        |                                  |                                            | Sint-Michiels | Sint-Michielsestraat                     | 51° 10' 49" NB, 3° 13' 54" OL | 77829   | Watertoren van het type D2                                        |
| Sint-Godelievekerk                                                |                                  |                                            | Sint-Michiels | Sint-Michielslaan 33                     | 51° 10' 46" NB, 3° 13' 12" OL | 77830   | Sint-Godelievekerk                                                |
| Plantsoen met kapelletje ter ere van Onze-Lieve-Vrouw van Banneux |                                  |                                            | Sint-Michiels | Spoorwegstraat 250                       | 51° 10' 55" NB, 3° 13' 24" OL | 77831   | Plantsoen met kapelletje ter ere van Onze-Lieve-Vrouw van Banneux |
| Katholieke Hogeschool Brugge-Oostende                             |                                  |                                            | Sint-Michiels | Spoorwegstraat 14                        | 51° 11' 32" NB, 3° 13' 10" OL | 77832   | Katholieke Hogeschool Brugge-Oostende                             |
| Burgerhuis                                                        |                                  |                                            | Sint-Michiels | Spoorwegstraat 16                        | 51° 11' 29" NB, 3° 13' 11" OL | 77833   | Burgerhuis                                                        |
| Stadswoning                                                       |                                  |                                            | Sint-Michiels | Spoorwegstraat 25                        | 51° 11' 15" NB, 3° 13' 20" OL | 77834   | Stadswoning                                                       |
| Burgerhuis                                                        |                                  |                                            | Sint-Michiels | Spoorwegstraat 26                        | 51° 11' 28" NB, 3° 13' 12" OL | 77835   | Burgerhuis                                                        |
| Half vrijstaande stadswoning                                      |                                  |                                            | Sint-Michiels | Spoorwegstraat 28                        | 51° 11' 28" NB, 3° 13' 12" OL | 77836   | Half vrijstaande stadswoning                                      |
| Stadswoning                                                       |                                  |                                            | Sint-Michiels | Spoorwegstraat 95                        | 51° 11' 9" NB, 3° 13' 24" OL  | 77837   | Stadswoning                                                       |
| Reeks arbeiderswoningen                                           |                                  |                                            | Sint-Michiels | Spoorwegstraat 154-160                   | 51° 11' 13" NB, 3° 13' 18" OL | 77838   | Reeks arbeiderswoningen                                           |
| Stadswoning                                                       |                                  |                                            | Sint-Michiels | Spoorwegstraat 204                       | 51° 11' 9" NB, 3° 13' 21" OL  | 77839   | Stadswoning                                                       |
| Kasteelsite Leyssele                                              |                                  |                                            | Sint-Michiels | Spoorwegstraat 250                       | 51° 10' 55" NB, 3° 13' 24" OL | 77840   | Kasteelsite Leyssele                                              |
| Vrijstaande stadswoning                                           |                                  |                                            | Sint-Michiels | Spoorwegstraat 280                       | 51° 10' 53" NB, 3° 13' 30" OL | 77841   | Vrijstaande stadswoning                                           |
| Burgerhuis                                                        |                                  |                                            | Sint-Michiels | Spoorwegstraat 300                       | 51° 10' 51" NB, 3° 13' 31" OL | 77842   | Burgerhuis                                                        |
| Stadswoning                                                       |                                  |                                            | Sint-Michiels | Spoorwegstraat 314                       | 51° 10' 50" NB, 3° 13' 32" OL | 77844   | Stadswoning                                                       |
| Dorpswoning                                                       |                                  |                                            | Sint-Michiels | Spoorwegstraat 344                       | 51° 10' 47" NB, 3° 13' 34" OL | 77845   | Dorpswoning                                                       |
| Rij stadswoningen                                                 |                                  |                                            | Sint-Michiels | Spoorwegstraat 348-356                   | 51° 10' 46" NB, 3° 13' 34" OL | 77846   | Rij stadswoningen                                                 |
| Samenstel van stadswoningen                                       |                                  |                                            | Sint-Michiels | Spoorwegstraat 372-376                   | 51° 10' 44" NB, 3° 13' 36" OL | 77847   | Samenstel van stadswoningen                                       |
| Burgerhuis                                                        |                                  |                                            | Sint-Michiels | Spoorwegstraat 406-408                   | 51° 10' 40" NB, 3° 13' 39" OL | 77848   | Burgerhuis                                                        |
| Burgerhuis                                                        |                                  |                                            | Sint-Michiels | Spoorwegstraat 412                       | 51° 10' 39" NB, 3° 13' 39" OL | 77849   | Burgerhuis                                                        |
| Station Brugge                                                    | Monument                         | Josse Van Kriekinge, Maurice Van Kriekinge | Sint-Michiels | Stationsplein 4                          | 51° 11' 49" NB, 3° 13' 7" OL  | 77850   | Station Brugge                                                    |
| Groot Magdalenagoed                                               | dorpsgezicht                     |                                            | Sint-Michiels | Stuivenbergstraat 1                      | 51° 9' 57" NB, 3° 12' 2" OL   | 77851   | Groot Magdalenagoed                                               |
| Klein Magdalenagoed                                               |                                  |                                            | Sint-Michiels | Stuivenbergstraat 2                      | 51° 9' 49" NB, 3° 11' 59" OL  | 77852   | Klein Magdalenagoed                                               |
| Sportdomein met clubhuis La Brugeoise                             |                                  |                                            | Sint-Michiels | Ten Briele 5                             | 51° 11' 14" NB, 3° 13' 39" OL | 77853   | Sportdomein met clubhuis La Brugeoise                             |
| Kasteelhoeve bij kasteel Leysselbeek                              |                                  |                                            | Sint-Michiels | Ten Walle 9A-B                           | 51° 10' 31" NB, 3° 13' 16" OL | 77854   | Kasteelhoeve bij kasteel Leysselbeek                              |
| Omwalde hoeve                                                     |                                  |                                            | Sint-Michiels | Ter Beke 1                               | 51° 11' 13" NB, 3° 12' 55" OL | 77855   | Omwalde hoeve                                                     |
| Woning Van Leynseele                                              |                                  |                                            | Sint-Michiels | Tillegempark 4                           | 51° 10' 34" NB, 3° 10' 58" OL | 77856   | Woning Van Leynseele                                              |
| Kapel                                                             | Monument                         |                                            | Sint-Michiels | Tillegemstraat                           | 51° 10' 45" NB, 3° 11' 52" OL | 77857   | Kapel                                                             |
| Hovenierswoning bij kasteel van Tillegem                          | Monument                         |                                            | Sint-Michiels | Tillegemstraat 79                        | 51° 10' 34" NB, 3° 11' 49" OL | 77858   | Hovenierswoning bij kasteel van Tillegem                          |
| Kasteeldomein van Tillegem                                        | Monument                         |                                            | Sint-Michiels | Tillegemstraat 81                        | 51° 10' 36" NB, 3° 11' 51" OL | 77859   | Kasteeldomein van Tillegem                                        |
| Arbeiderswoning                                                   |                                  |                                            | Sint-Michiels | Titecastraat 28                          | 51° 11' 40" NB, 3° 12' 10" OL | 77860   | Arbeiderswoning                                                   |
| Dorpswoning                                                       |                                  |                                            | Sint-Michiels | Torhoutse Steenweg 322                   | 51° 11' 25" NB, 3° 11' 39" OL | 77861   | Dorpswoning                                                       |
| Gekoppelde burgerhuizen                                           |                                  |                                            | Sint-Michiels | Torhoutse Steenweg 348-350               | 51° 11' 21" NB, 3° 11' 35" OL | 77862   | Gekoppelde burgerhuizen                                           |
| Huize Boekeneute                                                  |                                  |                                            | Sint-Michiels | Torhoutse Steenweg 380                   | 51° 11' 8" NB, 3° 11' 23" OL  | 77863   | Huize Boekeneute                                                  |
| Kasteel Nieuw of Klein Tillegem                                   |                                  |                                            | Sint-Michiels | Torhoutse Steenweg 406                   | 51° 10' 55" NB, 3° 11' 10" OL | 77864   | Kasteel Nieuw of Klein Tillegem                                   |
| Hoeve                                                             |                                  |                                            | Sint-Michiels | Torhoutse Steenweg 410                   | 51° 10' 50" NB, 3° 11' 4" OL  | 77865   | Hoeve                                                             |
| Hoeve                                                             |                                  |                                            | Sint-Michiels | Torhoutse Steenweg 424                   | 51° 10' 44" NB, 3° 11' 0" OL  | 77866   | Hoeve                                                             |
| Boerenarbeiderswoning                                             |                                  |                                            | Sint-Michiels | Torhoutse Steenweg 430-432               | 51° 10' 36" NB, 3° 10' 54" OL | 77867   | Boerenarbeiderswoning                                             |
| Boerenwoning Stal Tillegem                                        |                                  |                                            | Sint-Michiels | Torhoutse Steenweg 446                   | 51° 10' 32" NB, 3° 10' 48" OL | 77868   | Boerenwoning Stal Tillegem                                        |
| Café Tijl                                                         |                                  |                                            | Sint-Michiels | Torhoutse Steenweg 455                   | 51° 11' 18" NB, 3° 11' 36" OL | 77869   | Café Tijl                                                         |
| Woonhuis in historiserende stijl                                  |                                  |                                            | Sint-Michiels | Torhoutse Steenweg 519                   | 51° 10' 51" NB, 3° 11' 11" OL | 77870   | Woonhuis in historiserende stijl                                  |
| Landhuis Valkenbos                                                |                                  |                                            | Sint-Michiels | Torhoutse Steenweg 581                   | 51° 10' 18" NB, 3° 10' 47" OL | 77871   | Landhuis Valkenbos                                                |
| Langgestrekte hoeve                                               |                                  |                                            | Sint-Michiels | Torhoutse Steenweg 601                   | 51° 10' 8" NB, 3° 10' 39" OL  | 77872   | Langgestrekte hoeve                                               |
| Hoeve met losse bestanddelen                                      |                                  |                                            | Sint-Michiels | Torhoutse Steenweg 603                   | 51° 10' 5" NB, 3° 10' 33" OL  | 77873   | Hoeve met losse bestanddelen                                      |
| Fabrieksgebouw                                                    |                                  |                                            | Sint-Michiels | Vaartdijkstraat 38-40                    | 51° 10' 53" NB, 3° 13' 56" OL | 77875   | Fabrieksgebouw                                                    |
| Dorpswoning                                                       |                                  |                                            | Sint-Michiels | Vaartdijkstraat 72                       | 51° 10' 48" NB, 3° 13' 57" OL | 77876   | Dorpswoning                                                       |
| Burgerhuis                                                        |                                  |                                            | Sint-Michiels | Vaartdijkstraat 76                       | 51° 10' 48" NB, 3° 13' 57" OL | 77877   | Burgerhuis                                                        |
| Stadswoning met pakhuis                                           |                                  |                                            | Sint-Michiels | Vaartdijkstraat 78                       | 51° 10' 47" NB, 3° 13' 59" OL | 77878   | Stadswoning met pakhuis                                           |
| Dorpswoning                                                       |                                  |                                            | Sint-Michiels | Veldstraat 4-6                           | 51° 11' 23" NB, 3° 12' 31" OL | 77879   | Dorpswoning                                                       |
| Vrijstaand burgerhuis                                             |                                  |                                            | Sint-Michiels | Veldstraat 27                            | 51° 11' 26" NB, 3° 12' 32" OL | 77880   | Vrijstaand burgerhuis                                             |
| Staalconstructiebedrijf La Brugeoise & Nivelles                   | Monument: elektriciteitscentrale |                                            | Sint-Michiels | Vaartdijkstraat 5                        | 51° 11' 20" NB, 3° 13' 37" OL | 77882   | Staalconstructiebedrijf La Brugeoise & Nivelles                   |
| Vrijstaand burgerhuis                                             |                                  |                                            | Sint-Michiels | Spoorwegstraat 294                       | 51° 10' 52" NB, 3° 13' 31" OL | 77883   | Vrijstaand burgerhuis                                             |
| Villa Woodside                                                    |                                  |                                            | Sint-Michiels | Veldstraat 46                            | 51° 11' 32" NB, 3° 12' 40" OL | 77884   | Villa Woodside                                                    |
| Villa                                                             |                                  |                                            | Sint-Michiels | Veldstraat 57                            | 51° 11' 34" NB, 3° 12' 37" OL | 77885   | Villa                                                             |
| Villa Dennenwoud                                                  |                                  |                                            | Sint-Michiels | Veldstraat 59                            | 51° 11' 34" NB, 3° 12' 38" OL | 77886   | Villa Dennenwoud                                                  |
| Villa                                                             |                                  |                                            | Sint-Michiels | Veldstraat 61                            | 51° 11' 35" NB, 3° 12' 39" OL | 77887   | Villa                                                             |
| Kleine villa                                                      |                                  |                                            | Sint-Michiels | Veldstraat 63                            | 51° 11' 36" NB, 3° 12' 38" OL | 77888   | Kleine villa                                                      |
| Villa                                                             |                                  |                                            | Sint-Michiels | Veldstraat 65                            | 51° 11' 37" NB, 3° 12' 39" OL | 77889   | Villa                                                             |
| Villa Lena                                                        |                                  |                                            | Sint-Michiels | Veldstraat 67                            | 51° 11' 38" NB, 3° 12' 39" OL | 77890   | Villa Lena                                                        |
| Villa Uitwijk                                                     |                                  |                                            | Sint-Michiels | Veldstraat 69                            | 51° 11' 38" NB, 3° 12' 40" OL | 77891   | Villa Uitwijk                                                     |
| Villa                                                             |                                  |                                            | Sint-Michiels | Veldstraat 73                            | 51° 11' 39" NB, 3° 12' 40" OL | 77892   | Villa                                                             |
| Villa Les hirondelles                                             |                                  |                                            | Sint-Michiels | Veldstraat 81-83                         | 51° 11' 39" NB, 3° 12' 45" OL | 77893   | Villa Les hirondelles                                             |
| Bankgebouw                                                        |                                  |                                            | Sint-Michiels | Velodroomstraat 28                       | 51° 11' 26" NB, 3° 12' 0" OL  | 77894   | Bankgebouw                                                        |
| Burgerhuizen                                                      |                                  |                                            | Sint-Michiels | Vijverhoflaan 52-56, 68                  | 51° 11' 3" NB, 3° 12' 54" OL  | 77895   | Burgerhuizen                                                      |
| Klooster van de zusters van de Heilige Jozef                      |                                  |                                            | Sint-Michiels | Wittemolenstraat 85                      | 51° 10' 55" NB, 3° 11' 23" OL | 77897   | Klooster van de zusters van de Heilige Jozef                      |
| Hoekhuis met de Lijsterbeeklaan                                   |                                  |                                            | Sint-Michiels | Lijsterbeekstraat 1, Wulgenbroekstraat 8 | 51° 10' 34" NB, 3° 13' 44" OL | 77898   | Hoekhuis met de Lijsterbeeklaan                                   |
| Buitengoed Sint Franciscus Xaverius                               |                                  |                                            | Sint-Michiels | Xaverianenstraat 1                       | 51° 11' 15" NB, 3° 12' 22" OL | 77899   | Buitengoed Sint Franciscus Xaverius                               |

## Archeologisch erfgoed
| Object     | Erfgoedstatus?      | Bouwjaar of architect | Deelgemeente  | Adres                                                            | Coördinaten | Nummer? | Afbeelding  |
| ---------- | ------------------- | --------------------- | ------------- | ---------------------------------------------------------------- | ----------- | ------- | ----------- |
| Chartreuse | archeologische site |                       | Sint-Michiels | Chartreuseweg, Heidelbergstraat, Rijselstraat, Stuivenbergstraat |             | 301363  | Upload foto |